# 透色ドロップ
透色ドロップ（すきいろドロップ）は、日本の女性アイドルグループ。エイトワン所属。キャッチコピーは『この世界はきっと、透色に溢れている』。

## 概要
2020年6月にデビュー。コロナ禍で自粛要請のためZoomを活用した記者会見でグループの結成を発表した。デビュー配信ライブ当日にはイベントタイトル「#アイドルをやらないと死ねない」がTwitterのトレンド入りした。

## 来歴

### 2020年
- 4月24日、Zoomを利用して結成記者会見を開催[1]。
- 6月18日、無観客デビューライブ『アイドルをやらないと死ねない』をYouTube Liveで配信。#アイドルをやらないと死ねないがTwitterでトレンド入りした[2]。
- 7月16日〜9月26日、『1stツアー「透色事変」』を開催。
- 10月3日、『TOKYO IDOL FESTIVAL オンライン 2020』に出演。
- 10月3日、1期生の推野奈子が卒業。
- 10月18〜19日、東名阪にて『2ndツアー「透色学概論」』を開催。
- 12月1日、新メンバーオーディション『透色ドロップ AUDITION 2020』を開始[3]。
- 12月23日、『すきいろクリスマス2020』@白金高輪SELENE b2を開催。

### 2021年
- 1月中旬 、YouTube新番組「透色ってなにいろ？」放送開始[4]。
- 4月4日、現体制ラストライブ『透色は匂へと散りぬるを』@恵比寿LIQUIDROOMを開催。
- 4月4日、1期生の藍田萌、忽那杏優、橘花みなみ、藤咲ゆきあが卒業。
- 4月5日、2期生として、天川美空、佐倉なぎ、瀬川奏音、成海 千尋、花咲 りんかが加入。
- 5月2〜23日、新体制1stツアー『#FFFFFF』を開催。
- 5月30日、1期生の橘花みなみが活動再開[5]。
- 5月30日・6月20日、東阪にて『1st Birthday Live Tour「限りなく透明に近い東阪ツアー」』を開催。
- 6月5日、見並里穂がFC琉球応援ナビゲーター「FC琉球ガールズ」に就任[6]。
- 10月2日、『TOKYO IDOL FESTIVAL 2021』に出演。
- 10月20~29日、『透色ドロップ単独公演成功プロジェクト 第一弾』をミクチャにて開催。
- 11月22~26日、『透色ドロップ単独公演成功プロジェクト 第二弾』をミクチャにて開催。
- 12月4日、単独公演『透き通る衝動』@有楽町オルタナティブシアターを開催。
- 12月25日・26日、2daysにて『すきいろクリスマス2021』を開催。

### 2022年
- 2月21日、『透色ドロップ×翡翠キセキ 追加メンバーオーディション』を開始。
- 2月27日、初Music Video『君が描く未来予想図に僕がいなくても』を公開（『透色ドロップ単独公演成功プロジェクト 第二弾』により制作）
- 3月1日、Music Video『夜明けカンパネラ』を公開（『透色ドロップ単独公演成功プロジェクト 第一弾』により制作）
- 3月5日、単独公演「瞬間的記憶」@Veats SHIBUYAを開催。
- 3月21日、2期生の成海千尋が卒業。
- 5月2日、『透色ドロップ ミュージックアワード2022』@duo MUSIC EXCHANGEを開催。
- 5月18日、3期生として梅野心春が加入[7]。
- 5月29~6月26日、東名阪福・全国4都市にて『2nd Birthday Live Tour「目に見えない大切なもの」』を開催。
- 6月21日、Music Video『だけど夏なんて嫌いで』公開。
- 7月2・3日、『超NATSUZOME 2022』に出演。
- 7月7日、『IDOL OF THE YEAR 2022』に出演[8]。
- 8月5日、『TOKYO IDOL FESTIVAL 2022』に出演。
- 8月28日、『@JAM EXPO 2022』に出演。
- 8月31日、Music Video『自分嫌いな日々にサヨナラを』公開。
- 9月3~11月19日、全国6都市にて「透色の秋 全国ツアー2022』を開催。
- 11月16日、Music Video『僕らの轍』が公開。
- 12月20日、『透色ドロップ新メンバーオーディション』を開始[9]。
- 12月25日、『すきいろクリスマス2022』@白金高輪SELENE b2を開催。

### 2023年
- 3月8日、Music Video『教えてよHashtag』『君と夢と桜と恋と』が公開。
- 3月18日、単独公演『風光る頃』@新宿BLAZEを開催。
- 3月31日、1期生の橘花みなみが卒業。
- 5月6日、『透色ドロップ ミュージックアワード2023』@WOMBを開催。
- 6月3日、Music Video『アンサー』が公開（『透色ドロップ ミュージックアワード2023』でファン投票第1位に選ばれたことにより制作）。
- 6月11~24日、東名阪にて『透色ドロップ 3th Birthday Live Tour』を開催。
- 6月23日、Music Video『星くずの夢』が公開。
- 6月30日、2期生の花咲りんかが卒業。
- 7月2日、『超NATSUZOME 2023』に出演。
- 8月5日、『TOKYO IDOL FESTIVAL 2023』に出演。
- 8月5日、4期生として、鎌房祐衣と才川水綺が加入。
- 9月3~11月11日、全国8都市にて『透色の秋 全国ツアー2023』を開催。
- 10月6日、Music Video『出会えた君へ』が公開。
- 11月8日、Music Vide『最愛』が公開。[10]
- 11月14日、グループ初の両A面シングルCD「出会えた君へ/最愛」発売。[11]
- 12月24日、『すきいろクリスマス2023』@Shibuya WWWXを開催。
- 12月26日、『透色ドロップ×翡翠キセキ×新グループ 合同オーディション』を開始[12]。

### 2024年
- 4月10日、Music Video『君へ花便り』が公開。
- 4月21日、単独公演『花の便りの儚さ』@品川ステラボールを開催。
- 5月6日、『透色ドロップ ミュージックアワード2024』@SELENE b2を開催（MC：コロコロチキチキペッパーズ）。
- 5月25日、『@JAM 2024 Day1 2部～メインステージ争奪戦～』@Zepp DiverCityに出演。配信投票、現地投票ともに最多得点を獲得し優勝。
- 5月26日、Music Video『きっと夏のせいだ』が公開。
- 6月2~22日、東名阪にて『透色ドロップ 4th Birthday Live Tour』を開催。
- 7月6日、『超NATSUZOME 2024』に出演。
- 7月12日、『透色ドロップ 新メンバーオーディション』を開始[13]。
- 8月2・3・4日、『TOKYO IDOL FESTIVAL 2024』に出演。
- 8月30日、Music Video『衝動』を公開（『透色ドロップ ミュージックアワード2024』でファン投票第1位に選ばれたことにより制作）。
- 8月31日、『すきいろ夏祭り』を開催（『@JAM 2024 Day1 2部～メインステージ争奪戦～』での優勝公約公演）。
- 9月1日~11月24日、全国11都市にて『透色の秋 全国ツアー2024』を開催。
- 9月14・15日、『@JAM EXPO 2024』に出演。
- 11月17日、Music Video『Irregular』を公開。
- 11月27日、4期生の才川水綺が卒業。
- 12月15日・21日、東阪にて『すきいろクリスマス2024』を開催
- 12月29日、1期生の見並里穂が卒業。

### 2025年
- 1月6日、『透色ドロップ、HISUI KISEKI、ニコルポップ合同新メンバーオーディション』を開始。
- 3月30日、2期生の天川美空、佐倉なぎ、瀬川奏音が卒業。
- 4月2日、5期生として麻倉もな、有坂望由、卯野美琴が加入。
- 4月29日、『透色ドロップ 単独公演「はじまりの鼓動が聞こえる」』@The Garden Hallを開催予定。

## メンバー
| 名前                    | 生年月日               | 出身地   | 血液型 | 身長     | 加入期            | 備考                      |
| ----------------------- | ---------------------- | -------- | ------ | -------- | ----------------- | ------------------------- |
| 梅野 心春 うめの こはる | 2004年2月3日（21歳）   | 岡山県   | A型    | 150.3 cm | 3期生 (2022年5月) |                           |
| 鎌房 祐衣 かまふさ ゆい | 2001年6月25日（23歳）  | 奈良県   | AB型   | 149.8 cm | 4期生 (2023年8月) | 元・Cotton town(鎌房優妃) |
| 麻倉 もな あさくら もな | 2004年10月5日（20歳）  | 神奈川県 | A型    | 163 cm   | 5期生 (2025年4月) |                           |
| 有坂 望由 ありさか みゆ | 2003年12月25日（21歳） | 神奈川県 | AB型   | 163.3 cm | 5期生 (2025年4月) |                           |
| 卯野 美琴 うの みこと   | 2006年6月9日（19歳）   | 東京都   | O型    | 158 cm   | 5期生 (2025年4月) |                           |

### 元メンバー
| 名前                        | 生年月日              | 出身地   | 加入期          | 脱退・卒業 | 備考                                                        |
| --------------------------- | --------------------- | -------- | --------------- | ---------- | ----------------------------------------------------------- |
| 推野 奈子 すいの なこ       | 2001年7月11日（23歳） | 兵庫県   | 1期 (2020年6月) | 2020年10月 | 後・kimikara（白石なこ）                                    |
| 藍田 萌 あいだ もえ         | 1999年5月20日（26歳） | 千葉県   | 1期 (2020年6月) | 2021年4月  |                                                             |
| 忽那 杏優 くしな あゆ       | 2000年11月5日（24歳） | 神奈川県 | 1期 (2020年6月) | 2021年4月  | 元・子役（兼崎 杏優） 後・mai mai（くしなあゆ）             |
| 藤咲 ゆきあ ふじさき ゆきあ | 2002年8月20日（22歳） | 神奈川県 | 1期 (2020年6月) | 2021年4月  | 後・サクヤコノハナ（藤崎ゆきあ） 後・姫庭東京（白咲ゆきあ） |
| 成海 千尋 なるみ ちひろ     | 2000年1月20日（25歳） | 愛知県   | 2期 (2021年4月) | 2022年3月  |                                                             |
| 橘花 みなみ たちばな みなみ | 2000年1月12日（25歳） | 千葉県   | 1期 (2020年6月) | 2023年3月  | 元・PM3:58（楠みなみ)） 2021年4月に1度卒業後、再加入        |
| 花咲 りんか はなさき りんか | 2001年2月24日（24歳） | 青森県   | 2期 (2021年4月) | 2023年6月  |                                                             |
| 才川 水綺 さいかわ みずき   | 2003年4月22日（22歳） | 福岡県   | 4期 (2023年8月) | 2024年11月 |                                                             |
| 見並 里穂 みなみ りほ       | 1997年5月23日（28歳） | 熊本県   | 1期 (2020年6月) | 2024年12月 |                                                             |
| 天川 美空 あまがわ みく     | 2001年9月25日（23歳） | 埼玉県   | 2期 (2021年4月) | 2025年3月  |                                                             |
| 佐倉 なぎ さくら なぎ       | 1999年3月29日（26歳） | 新潟県   | 2期 (2021年4月) | 2025年3月  |                                                             |
| 瀬川 奏音 せがわ かのん     | 1999年8月16日（25歳） | 三重県   | 2期 (2021年4月) | 2025年3月  |                                                             |

## 作品

### 配信シングル
| #  | タイトル                   | 配信日         |
| -- | -------------------------- | -------------- |
| 1  | ネバーランドじゃない       | 2020年6月8日   |
| 2  | 君色クラゲ                 | 2020年6月8日   |
| 3  | 桃郷事変                   | 2020年8月12日  |
| 4  | きみは六等星               | 2021年4月27日  |
| 5  | ≒                          | 2021年4月27日  |
| 6  | 衝動                       | 2021年11月24日 |
| 7  | 夜明けカンパネラ           | 2021年11月24日 |
| 8  | 戻ることないこの瞬間       | 2022年3月2日   |
| 9  | りちりち                   | 2022年3月2日   |
| 10 | だけど夏なんて嫌いで       | 2022年5月25日  |
| 11 | 恋の予感！？               | 2022年5月25日  |
| 12 | 自分嫌いな日々にサヨナラを | 2022年9月7日   |
| 13 | 僕らの轍                   | 2022年11月16日 |
| 14 | 教えてよHashtag            | 2023年3月15日  |
| 15 | 君と夢と桜と恋と           | 2023年3月15日  |
| 16 | 星くずの夢                 | 2023年6月21日  |
| 17 | 僕が僕である理由           | 2023年6月21日  |
| 18 | 出会えた君へ               | 2023年9月13日  |
| 19 | 最愛                       | 2023年11月8日  |
| 20 | 雪のカケラ                 | 2023年12月20日 |
| 21 | 君へ花だより               | 2024年4月17日  |
| 22 | 自分らしさの見つけ方       | 2024年4月17日  |
| 23 | きっと夏のせいだ           | 2024年5月29日  |
| 24 | 幸せなら目の前にあったんだ | 2024年6月19日  |
| 25 | 誰かのために               | 2024年10月02日 |
| 26 | Irregular                  | 2024年11月20日 |
| 27 | 羽と輪っか                 | 2024年12月18日 |

### 配信アルバム
| # | タイトル   | 配信日         | 収録曲 | 備考             |
| - | ---------- | -------------- | --- | ---------------- |
| 1 | 透色計画   | 2020年4月24日  | 1. やさしさのバトン 2. キュンと。 3. アンサー 4. 君が描く未来予想図に僕が居なくても |                  |
| 2 | 透色学概論 | 2020年12月14日 | 1. 桃郷事変 2. ネバーランドじゃない 3. ぐるぐるカタツムリ 4. ユラリソラ 5. 君色クラゲ 6. 孤独とタイヨウ                                                                                      |                  |
| 3 | 十字路     | 2021年6月20日  | 1. やさしさのバトン 2. キュンと。 3. アンサー 4. 君が描く未来予想図に僕が居なくても 5. 君色クラゲ 6. ネバーランドじゃない 7. 桃郷事変 8. ユラリソラ 9. ぐるぐるカタツムリ 10. 孤独とタイヨウ | リテイクアルバム |

### CDシングル
| # | タイトル          | 発売日         | レーベル        | 品番                                                     | 収録曲 | 備考                          |
| - | ----------------- | -------------- | --------------- | -------------------------------------------------------- | --- | ----------------------------- |
| 1 | 出会えた君へ/最愛 | 2023年11月14日 | CRYSTALS RECORD | Type-A / CRST-0001 Type-B / CRST-0002 Type-C / CRST-0003 | 【Type-A】 1. 出会えた君へ 2. 最愛 3. 出会えた君へ(instrumental) 4. アンサー 【Type-B】 1. 最愛 2. 出会えた君へ 3. 最愛(instrumental) 4. きみは六等星 【Type-C】 1. 出会えた君へ 2. 最愛 3. 出会えた君へ(instrumental) 4. 最愛(instrumental) | オリコンデイリーランキング6位 |

## ライブ・イベント

### ワンマン・ツアー

#### 2020年
- 1stツアー『透色事変』
  - 2020/07/16 Vol.1 @恵比寿CreAto（東京）
  - 2020/07/24 Vol.2 @恵比寿CreAto（東京）
  - 2020/07/24 Vol.3 @恵比寿CreAto（東京）
  - 2020/07/30 Vol.4 @恵比寿CreAto（東京）
  - 2020/08/13 Vol.5 @恵比寿CreAto（東京）
  - 2020/08/15 Vol.6 @SELENE b2（東京）
  - 2020/08/15 Vol.7 @SELENE b2（東京）
  - 2020/09/12 Vol.8 @SELENE b2（東京）
  - 2020/09/12 Vol.9 @SELENE b2（東京）
  - 2020/09/26 Vol.10 @SELENE b2（東京）
  - 2020/09/26 Vol.11（ファイナル） @SELENE b2（東京）
- 2ndツアー『透色学概論』
  - 2020/10/18 Ⅰ @新宿BLAZE（東京）
  - 2020/10/18 Ⅱ @新宿BLAZE（東京）
  - 2020/11/01 Ⅲ @OSAKA MUSE（大阪）
  - 2020/11/01 Ⅳ @OSAKA MUSE（大阪）
  - 2020/11/28 Ⅴ @新宿BLAZE（東京）
  - 2020/12/05 Ⅵ @RAD HALL（愛知）
  - 2020/12/19 Ⅶ（ファイナル） @新宿BLAZE（東京）
  - 2020/12/29 補講1限目（追加公演） @SELENE b2（東京）
  - 2020/12/29 補講2限目（追加公演） @SELENE b2（東京）

#### 2021年
- ワンマンライブ
  - 2021/04/04 第一章ラストライブ『透色は匂へと散りぬるを』@恵比寿LIQUIDROOM（東京）
- 新体制1stツアー『#FFFFFF』@SHIBUYA DIVE（東京）
  - 2021年5月2日・3日・4日・22日・23日
- 1st Birthday Live Tour『限りなく透明に近い東阪ツアー』
  - 2021/05/30 @OSAKA MUSE（大阪）
  - 2021/06/20 @新宿BLAZE（東京）
- ワンマンライブ
  - 2021/12/04 透色ドロップ単独公演『透き通る衝動』@有楽町オルタナティブシアター（東京）

#### 2022年
- ワンマンライブ
  - 2022/3/5  『透色ドロップ単独公演「瞬間的記憶」』@Veats SHIBUYA（東京）
- 2nd Birthday Live Tour『目に見えない大切なもの』
  - 2022/05/29 @RAD HALL（愛知）
  - 2022/06/04 @福岡Pocket（福岡）
  - 2022/06/12 @BEYOND（大阪）
  - 2022/06/26 @SELENE b2（東京）
- 透色の秋 全国ツアー2022
  - 2022/09/03 @SHIBUYA DIVE（東京）
  - 2022/09/10 @NIIGAATA LOTS（新潟）
  - 2022/09/25 @福岡Pocket（福岡）
  - 2022/10/08 @Lion Limited Sakae（愛知）
  - 2022/10/23 @Rocktown（大阪）
  - 2022/11/05 @ROCKATERIA（宮城）
  - 2022/11/19 @Studio Mixa（東京）

#### 2023年
- ワンマンライブ
  - 2023/03/18『透色ドロップ単独公演「風光る頃」』@新宿BLAZE（東京）
- 透色ドロップ 3rd Birthday Live Tour
  - 2023/06/03 前週祭@SELENE b2（東京）
  - 2023/06/11 @Rocktown（大阪）
  - 2023/06/18 @BM THEATER(愛知)
  - 2023/06/24 @The Garden Room(東京)
- 透色の秋 全国ツアー2023
  - 2023/09/03 @KLUB COUNTER ACTION（北海道）
  - 2023/09/16 @NAGOYA ReNY limited（愛知）
  - 2023/09/23 @SENDAI MACANA（宮城）
  - 2023/10/07 @新潟LOTS（新潟）
  - 2023/10/15 @YEBISU YA PRO（岡山）
  - 2023/10/21 @INSA Fukuoka（福岡）
  - 2023/10/28 @OSAKA MUSE（大阪）
  - 2023/11/11 @品川インターシティホール（東京）

#### 2024年
- ワンマンライブ
  - 2024/04/21『透色ドロップ単独公演「花の便りの儚さ」』@品川ステラボール（東京）
- 透色ドロップ 4th Birthday Live Tour
  - 2024/06/02 東京オープニング@SHIBUYA PLEASURE PLEASURE（東京）
  - 2024/06/08 @OSAKA MUSE （大阪）
  - 2024/06/15 @BM  THEATER （愛知）
  - 2024/06/22 @NEW PIER HALL（東京）
- 透色の秋 全国ツアー2024
  - 2024/09/01 @SUPERNOVA KAWASAKI（神奈川）
  - 2024/09/07 @YEBISUYA PRO（岡山）
  - 2024/09/21 @BEAT STATION（福岡）
  - 2024/09/23 @B.9 V2（熊本）
  - 2024/09/28 @HEAVEN'S ROCK さいたま新都心 VJ-3（埼玉）
  - 2024/10/05 @BananaHall（大阪）
  - 2024/10/12 @LIVE ROXY SHIZUOKA（静岡）
  - 2024/10/19 @BM THEATER（愛知）
  - 2024/11/02 @NIIGATA LOTS（新潟）
  - 2024/11/17 @darwin（宮城）
  - 2024/11/24 @Zepp Shinjuku（東京）

#### 2025年
- ワンマンライブ
  - 2024/04/29『透色ドロップ 単独公演「はじまりの鼓動が聞こえる」』@The Garden Hall（東京）

### 単独ライブ

#### 2020年
- 2020/06/18『透色ドロップDEBUT LIVE"アイドルをやらないと死ねない"』（無観客配信ライブ）
- 2020/07/11『推野奈子 生誕祭』@DESEO mini
- 2020/08/20『藤咲ゆきあ 生誕祭』@DESEO
- 2020/09/20『透色ドロップREVIVAL LIVE"アイドルをやらないと死ねない"supported by club asia』@club asia
- 2020/11/05『忽那杏優 生誕祭』@TSUTAYA O-Crest
- 2020/12/23『すきいろくりすます2020』@SELENE b2

#### 2021年
- 2021/01/24『橘花みなみ 生誕祭』@SHIBUYA DIVE
- 2021/05/23『りほんち〜しゃんもんでんお祝いしにきてはいよ〜』@SHIBUYA DIVE
- 2021/09/04『瀬川奏音 生誕祭 お祝いの｢わ｣！ アイドル修行vol.1』@恵比寿CreAto
- 2021/10/10『天川美空生誕祭♡おとなになっても小悪魔みくちゃん♡』@DESEO mini
- 2021/12/25『すきいろクリスマス2021 DAY1』@CHIC HALL
- 2021/12/25『すきいろクリスマス2021 DAY2』@恵比寿CreAto

#### 2022年
- 2022/02/26『橘花みなみ&成海千尋合同生誕祭2022「ぼーんとぅーびーみなみちゃん成海千尋BDSP」』@GRIT at Shibuya
- 2022/04/29『なぎとりんかのちびちゃんず生誕祭』@恵比寿CreAto
- 2022/05/02『透色ドロップ ミュージックアワード2022』@duo MUSIC EXCHANGE
- 2022/07/23『りほんち2022 "夏だけどしゃんもんでんばーすでー"』@新宿WALLY
- 2022/08/20『瀬川奏音Birthday live お祝いの｢わ｣！vol.2』@恵比寿CreAto
- 2022/10/02『天川美空Birthday live ♡小悪魔みくちゃん(21)♡』@恵比寿CreAto
- 2022/12/25『すきいろクリスマス2022』@白金高輪SELENE b2

#### 2023年
- 2023/01/02『初すきいろ"富士"』@Spotify O-Crest
- 2023/01/03『初すきいろ"鷹"』@Spotify O-Crest
- 2023/01/14『ぼーんとぅーびーみなみちゃん～今日のテーマは今年こそ絶対泣かない2023』@渋谷WOMB
- 2023/02/05『梅野心春生誕祭～セツブンソウ～』@Shibuya Pleasure Pleasure
- 2023/03/30『橘花みなみ卒業公演"アイドルをやらないと死ねない"』@SELENE b2
- 2023/04/08『佐倉なぎ生誕祭"さくらのたより。"』@横浜ブロンテ
- 2023/05/06『透色ドロップ ミュージックアワード2023』@WOMB
- 2023/05/28『見並里穂生誕祭"りほんち 2023〜3度目のしゃんもんでんばーすでー〜"』@下北沢シャングリラ
- 2023/05/28『花咲りんか生誕祭"花咲けぱっかんバースデーパーティー"』@GRIT
- 2023/08/19『瀬川奏音生誕祭"かのんちゃんとお祝いの「わ」！vol.3"』@SHIBUYA VIDENT
- 2023/09/30『天川美空生誕祭"♡ゆるふわみくちゃん♡"』@SHIBUYA VIDENT
- 2023/12/24『すきいろクリスマス2023』@Shibuya WWWX
- 2023/12/29『透色ドロップ ファン感謝祭「Thanks Day」』@SELENE b2

#### 2024年
- 2024/01/02『初すきいろ-富士-』@Spotify O-Crest
- 2024/01/03『初すきいろ-鷹-』@Spotify O-Crest
- 2024/02/03『梅野心春生誕祭～セツブンソウ 2024～』@SELENE b2
- 2024/03/31『佐倉なぎ生誕祭"さくらのたより。vol.2"』@Shibuya WWW
- 2024/04/28『透色ドロップ 特別公演「星くずの夢」』@Okinawa OUTPUT
- 2024/05/03『才川水綺生誕祭"ブルームーン"』@SHIBUYA DIVE
- 2024/05/06『透色ドロップ ミュージックアワード2024』@SELENE b2
- 2024/06/01『見並里穂生誕祭"Memorial～since1997.5.23～"』@SELENE b2
- 2024/06/30『鎌房祐衣生誕祭"夏めく瞬間（とき）"』@渋谷O-nest
- 2024/08/18『瀬川奏音生誕祭"お祝いの「わ」！vol.4"』@SELENE b2
- 2024/08/31『すきいろ夏まつり2024』@東京カルチャーカルチャー
- 2024/09/29『天川美空生誕祭「ゆるふわみくちゃん」』@duo MUSIC EXCHANGE
- 2024/12/15『すきいろクリスマス2024~イヴ~』＠ROCKTOWN
- 2024/12/21『すきいろクリスマス2024』@SELENE b2
- 2024/12/29『見並里穂卒業公演「私が歩んできた人生」』@SELENE b2

#### 2025年
- 2025/02/01『梅野心春生誕祭「セツブンソウ2025」』@SELENE b2
- 2025/03/22『佐倉なぎ生誕祭2025「最後の桜」』@SELENE b2
- 2025/03/29『天川美空 佐倉なぎ 瀬川奏音 卒業公演「春色」』@SELENE b2

## テレビ
- 今夜もHAKO-OSHI  #秋のアイドル大運動会（2023年9月12日〈11日深夜〉- 9月19日〈18日深夜〉、日本テレビ）[15]

## ラジオ
- 透色ってなにいろ？（InterFM897、2021年4月5日 - 6月28日）
- 『透色ちゃん、ラジオできるもん』（透色ドロップ公式YouTube、2023年9月4日 - ）

## 書籍

### 雑誌
- Top Yell NEO 2022 SPRING（2022年3月31日、竹書房）[16]
- BUBKA 4月号（2023年2月28日、白夜書房）[17]
- Top Yell NEO 2023 SPRING（2023年3月31日、竹書房）[18]
- Zipper 2023年夏号（2023年6月29日、祥伝社）[19]
- BRODY10月号（2023年8月23日、白夜書房）[20]
- Top Yell NEO 2023～2024（2023年12月28日、竹書房）[21]